# Orquesta Ciudad de Granada
La Orquesta Ciudad de Granada (abreviado OCG) es una orquesta sinfónica española, con sede en el Auditorio Manuel de Falla de la ciudad de Granada. En la actualidad, tiene como director artístico a Lucas Macías y como director honorífico a Josep Pons. La Presidencia de Honor le corresponde a S. M. la reina Sofía.

## Historia
La OCG fue fundada en el año 1990 y su primer director musical y artístico fue Juan de Udaeta. Desde entonces, la calidad de sus interpretaciones ha motivado la concesión de múltiples condecoraciones a la OCG, entre las que cabe destacar la Medalla de Honor de la Real Academia de Bellas Artes de Granada.
Entre los músicos que han actuado junto con la OCG, se encuentran Fazıl Say, Mi'sa Yang, Narciso Yepes, Montserrat Caballé, Plácido Domingo, Carlos Álvarez, Yehudi Menuhin, Pablo Martos, Alberto Martos, George Benjamin, Enrique Morente, Victoria de los Ángeles, Christophe Coin y Christian Zacharias, entre otros. La OCG ha actuado, asimismo, bajo la batuta de directores de la talla de Krzysztof Penderecki, Rinaldo Alessandrini, Eduardo López Banzo, Manuel Hernández Silva, Christopher Hogwood, Fabio Biondi, Antoni Ros-Marbà, David Atherton, Pablo Heras-Casado, Frans Brüggen, Joaquín Achúcarro y Elisabeth Leonskaja, entre otros.
La OCG ha actuado asimismo con célebres agrupaciones corales, como el Orfeón Catalán, el Coro de la Generalidad Valenciana, el Coro de Cámara del Palacio de la Música Catalana, The King’s Consort, el Orfeón Donostiarra y la British Choral Academy, entre otros.
Desde su creación y hasta la actualidad, la OCG ha participado en los principales eventos musicales de España, entre los que cabe mencionar el Festival Internacional de Música y Danza de Granada, el Festival Internacional de Música "Castell de Peralada", el Festival Internacional de Música de Segovia, el Festival Grec de Barcelona, el Festival Internacional de Santander, el Festival de Otoño de Madrid o el Música-Musika de Bilbao.
La OCG ha actuado asimismo en las principales salas de conciertos españolas, incluidas el Auditorio Nacional de Música de Madrid, el Auditorio de Barcelona y el Palacio de la Música Catalana de Barcelona, entre otros. 
También ha interpretado en múltiples escenarios y festivales europeos, tales como el Teatro de La Scala de Milán (Italia), el Festival Internacional de Música de Coímbra (Portugal) o el Festival Gstaad (Suiza). También ha actuado en Austria, y ha realizado diversas giras internacionales, entre ellas las de Francia (1998), Alemania (2001 y 2004) y Gran Bretaña (2005).

## Directores titulares y artísticos
- 1990-1994: Juan de Udaeta
- 1994-2004: Josep Pons
- 2004-2008: Jean-Jacques Kantorow
- 2008-2012: Salvador Mas Conde
- 2012-2020: Andrea Marcon
- Desde 2020: Lucas Macías

## Grabaciones
- Obras de Manuel de Falla: La vida breve, El sombrero de tres picos y Noches en los jardines de España.
- Obras de Joaquín Rodrigo: Concierto de Aranjuez.
- Obras de Igor Stravinsky: El pájaro de fuego y Juego de cartas.
- Obras de George Bizet: La arlesiana y Sinfonía en do mayor.
- También ha grabado obras, entre otros, de Kurt Weil, Tomás Marco, Alberto Ginastera o Nino Rota.